# Krućevići
Krućevići su naseljeno mjesto u općini Čitluk, Federacija BiH, BiH.

## Stanovništvo

### 1991.
Nacionalni sastav stanovništva 1991. godine, bio je sljedeći:
ukupno: 198
- Hrvati - 177
- Muslimani - 21

### 2013.
Nacionalni sastav stanovništva 2013. godine, bio je sljedeći:
ukupno: 162
- Hrvati - 162